# Serendib Cup 2013
La Serendib International Cup o simplemente Serendib Cup fue un torneo de rugby disputado entre 3 selecciones de distintos continentes celebrado en Sri Lanka en el 2013.
El nombre del torneo remite a uno de los nombre por el que fue conocido Sri Lanka. El evento que se celebró en el Colombo Racecourse vio como Madagascar consiguió el título al vencer a sus dos rivales.

## Equipos participantes
- Selección de rugby de Madagascar (Les Makis)
- Selección de rugby de Polonia (Biało-czerwoni)
- Selección de rugby de Sri Lanka (Tuskers)

## Posiciones
| Pos. | Equipo     | Encuentros | Encuentros | Encuentros | Encuentros | Tantos  | Tantos    | Tantos     | Puntos Bonus | Puntos Totales |
| Pos. | Equipo     | jugados    | ganados    | empatados  | perdidos   | a favor | en contra | diferencia | Puntos Bonus | Puntos Totales |
| ---- | ---------- | ---------- | ---------- | ---------- | ---------- | ------- | --------- | ---------- | ------------ | -------------- |
| 1    | Madagascar | 2          | 2          | 0          | 0          | 42      | 33        | + 9        | 0            | 8              |
| 2    | Sri Lanka  | 2          | 1          | 0          | 1          | 38      | 42        | - 4        | 1            | 5              |
| 3    | Polonia    | 2          | 0          | 0          | 2          | 46      | 51        | - 5        | 2            | 2              |

Nota: Se otorgan 4 puntos al equipo que gane un partido y 2 al que empate
Puntos Bonus: 1 punto por convertir 4 tries o más en un partido y 1 al equipo que pierda por no más de 7 tantos de diferencia

## Resultados

### Primera fecha
| 26 de octubre | Sri Lanka | 12 - 17 | Madagascar |  |  |
|               |           | Reporte |            |  |  |

### Segunda fecha
| 29 de octubre | Madagascar | 25 - 21 | Polonia |  |  |
|               |            | Reporte |         |  |  |

### Tercera fecha
| 1º de noviembre | Sri Lanka | 26 - 25 | Polonia |  |  |
|                 |           | Reporte |         |  |  |

| Bandera de Madagascar |
| Campeón Madagascar    |